# ヘンドリク・ペトルス・ベルラーヘ

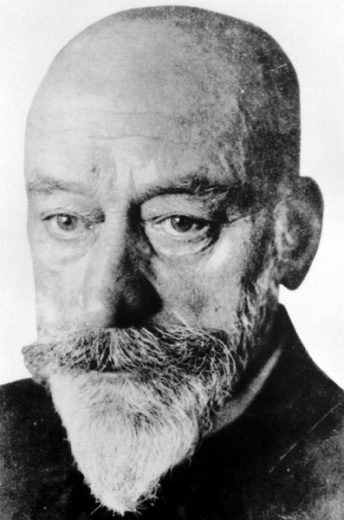
Berlage

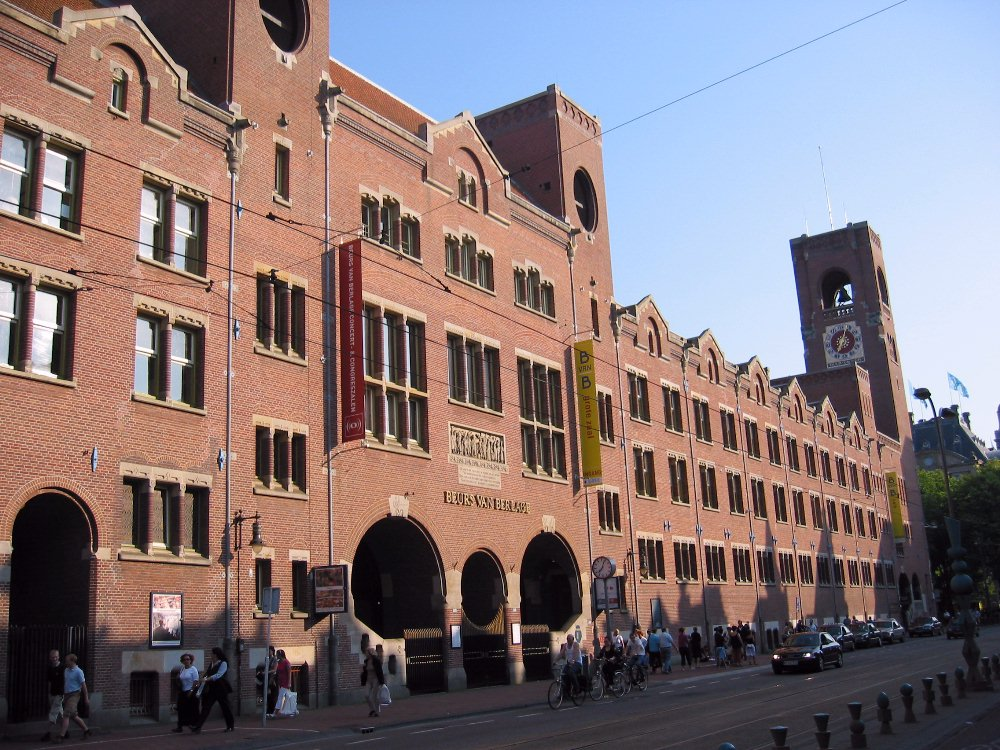
The Beurs van Berlage (Amsterdam Commodities Exchange)

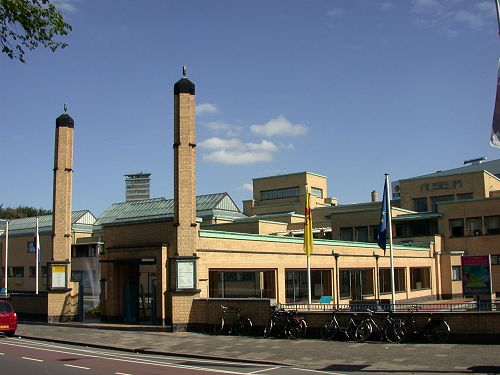

ヘンドリク・ペトルス・ベルラーヘ（Hendrik Petrus Berlage、1856年2月12日 — 1934年8月12日）オランダを代表する建築家、都市計画家。オランダの近代建築の父と呼ばれる。1920年から1935年にかけて建設されたアムステルダム南部計画市域拡張部分が「アムステルダム派」の中核的宣言の背景を成し、そのできばえはウィリアム・ホルフォードやジークフリート・ギーディオンに絶賛される。アムステルダム生まれ。

## 経歴
- アムステルダムで中等教育を受ける
- 1874年、オランダ王立美術学校で1年間絵画を学ぶ
- 1875年-1878年　スイスに留学、チューリッヒ高等技術学院（現チューリッヒ工科大学）で建築を学ぶ。ゴットフリード・ゼンバーの解析学に影響を受けたという
- 1879年から、ドイツ・オーストリアのほか、フィレンツェとローマなどを旅行する
- 1882年帰国。テオドール・サンダースと協同で、アムステルダムに建築設計事務所を構える
- 1883年、アムステルダム市主催の証券取引所国際コンペに応募、一次案入選
- 1885年、アムステルダム証券取引所の第二次案を応募し、4位となり、市から実施を拒否される
- 1887年、ルーカス・ボルス商会の仕事でベルリンに滞在
- 1889年、フランス開催のパリ万博を訪れる。このときオースマンの都市計画に影響を受けた霊廟計画案を提案している
- 1889年、テオドール・サンダースとの協同を解消し、自らの建築設計事務所を開設
- 1898年、アムステルダム証券取引所を再設計する建築家に選ばれる（1903年にベルラーヘ証券取引所（英語版）として完成）
- 1902年、法の適用を受けたアムステルダム市の、'美的要求を満足する市域拡張案’作成の指名を受け、ウィリアム・モリスの影響を受けたアムステルダム南部地区の第一次案を作成
- 1911年、アメリカ旅行とオランダ国内、ベルギー、スイスで巡回講演
- 1915年、アムステルダム市域拡張案のうち南部地区は承認される。法的な理由によって計画案全体は適用することはできなかった
- 1919年、ハーグ市立美術館の第一次案作成
- 1923年、オランダ領インド（インドネシア）を旅行する
- 1924年、アムステルダムで開催された都市建設国際会議に出席
- 1925年、メナレカトル・クライン建物等アムステルダム西部地区の都市化が開始。ハーグ整備計画案を作成
- 1925年、訪ソ。
- 1926年、レーニン廟基本プラン作成
- 1927年、ドイツを訪れ、デッサウのバウハウスを訪問
- 1929年、ソ連を旅行する
- 1932年、王立英国建築家協会からRIBAゴールドメダルを受賞
- 1934年、デン・ハーグで没

## 代表業務
- フォッタ・アンド・メルツァー商会アムステルダム・カルバー通りの商業施設　1885年
- アムステルダム・ホップマス通り集合住宅　1902年
- アムステルダム・リネアン通り集合住宅　1902年
- 労働組合フォールマールト会館　ロッテルダム　1902年
- アムステルダム証券取引所　1903年
- アムステルダム・サルファティ通り建築群検討案　1908年
- ハーグ都市広範計画　1908年
- ド・バゼル計画案に基づくハーグ市域拡張案　1908年
- プルムルンドの拡張計画案　1911年
- アムステルダム・トル通り労働者住宅　1911年
- トランスアール街・インスリンド街ジャバ通り・バリ通り等の都市化開発　1912年-1919年
- ハーグの公共施設群　1913年
- ミューラー海運会社事務所ロンドン・オランダハウス　1914年
- ロッテルダム・フリーヴェイク拡張計画（建築家グランプレ・モリエールと共同）　1914年
- 都市圏全域を対象としたアムステルダム拡張計画　第二次案1915年-1917年
- ユトレヒト市域拡張　第一次案1918年、最終案1920年-1924年（エンジニアL.V.ホルスペアーと共同）
- ロッテルダム・ホッフ広場計画案　1922年
- アムステル運河の橋梁（通称ベルラーヘ橋）　1926年
- ハーグ市立美術館（オランダ語版）　1935年

## 建築の作風
ベルラーヘはヘンリー・リチャードソンのネオ・ロマネスク形式のれんが建築の影響をうけた。この影響はアムステルダム証券取引所の様式に見られる。この建築にはウジェーヌ・エマニュエル・ヴィオレ・ル・デュクのアイデアも取り入れられている。1911年にアメリカ合衆国を旅行の際、フランク・ロイド・ライトの強い影響を受けた。
ベルラーヘはオランダにおける近代建築の父と考えられ、伝統建築から近代建築への過渡期にあってデ・ステイルのグループを含むオランダの近代主義者に影響を与えた。

## 家族
同名の息子ヘンドリク・ペトルス・ベルラーヘ(1896-1968)は天文学者。

## 参考図書
- レオナルド・ベネヴォロ著、横山正訳：近代都市計画の起源（SD選書）、鹿島出版会、1976
- ルイス・マンフォード著，生田勉訳：都市の文化 鹿島出版会，1974
- C．B．ブルドム，The Building of Sattelite Towns
- G．ギーディオン著、太田実訳：時間・空間・建築、丸善、1974